# Список дипломатических миссий Мавритании

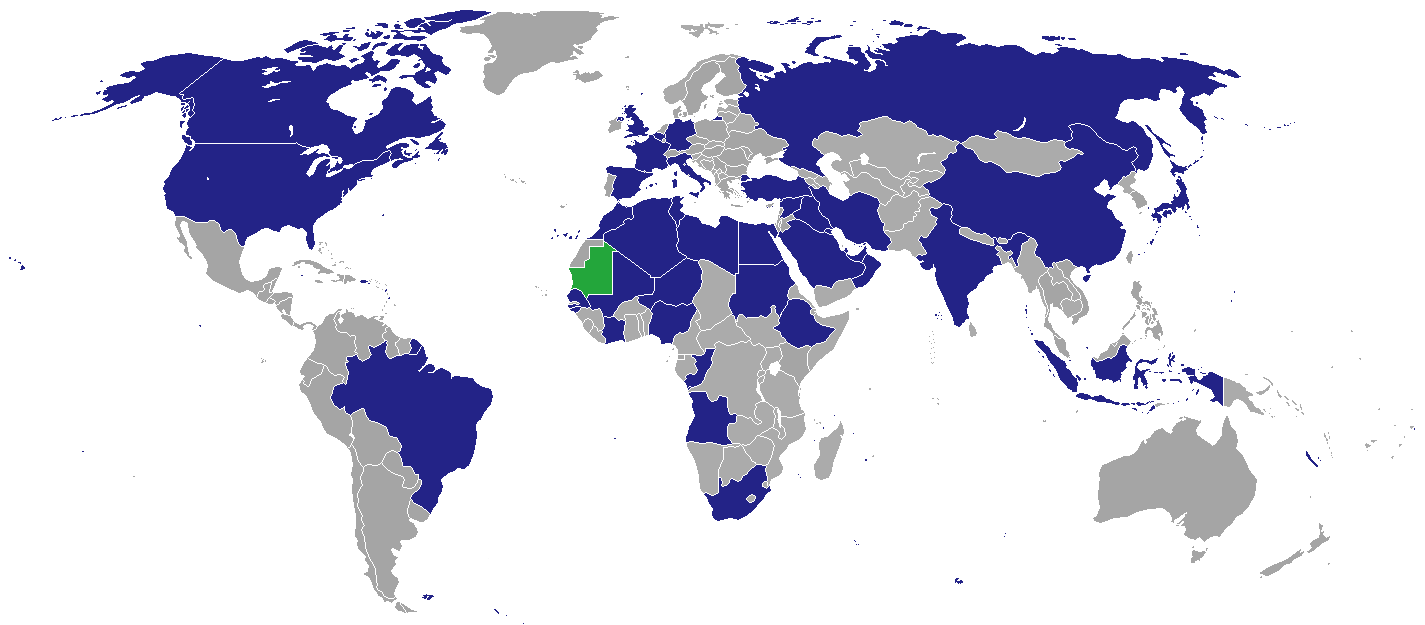
Дипломатические миссии Мавритании

Список дипломатических миссий Мавритании — перечень дипломатических миссий (посольств) Мавритании в странах мира (не включает почётных консульств).

## Европа

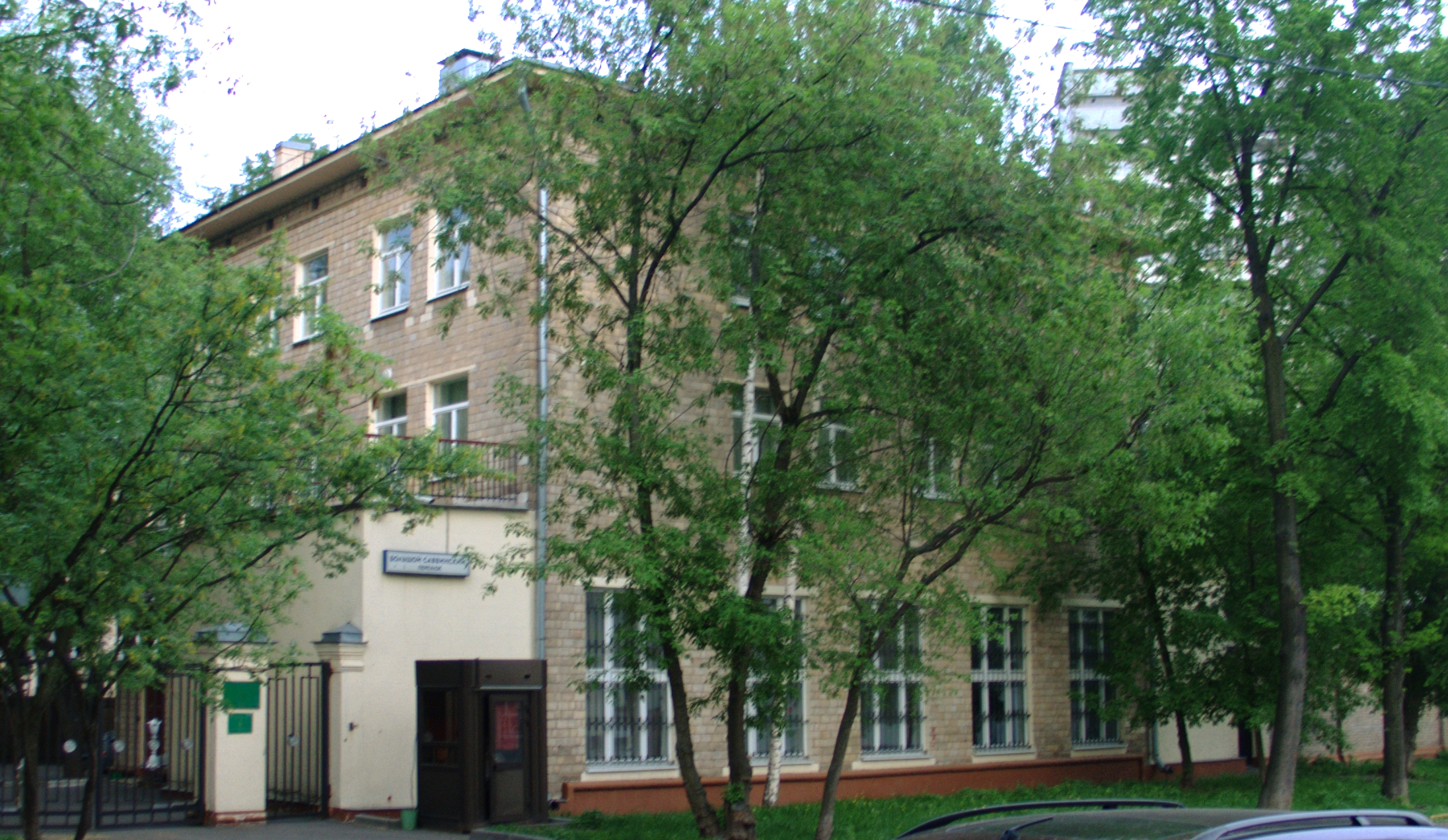
Посольство Мавритании в Москве

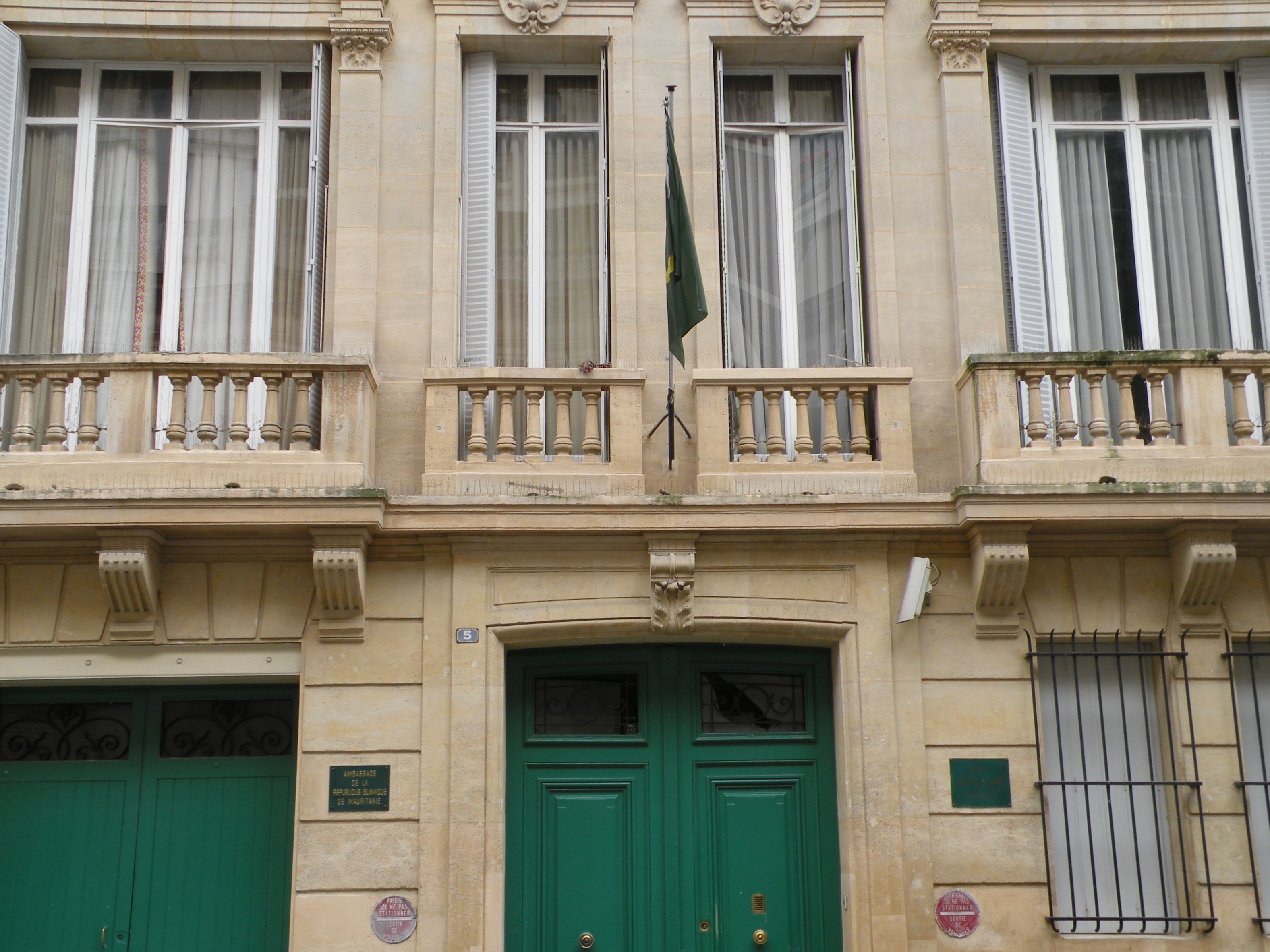
Посольство Мавритании в Париже

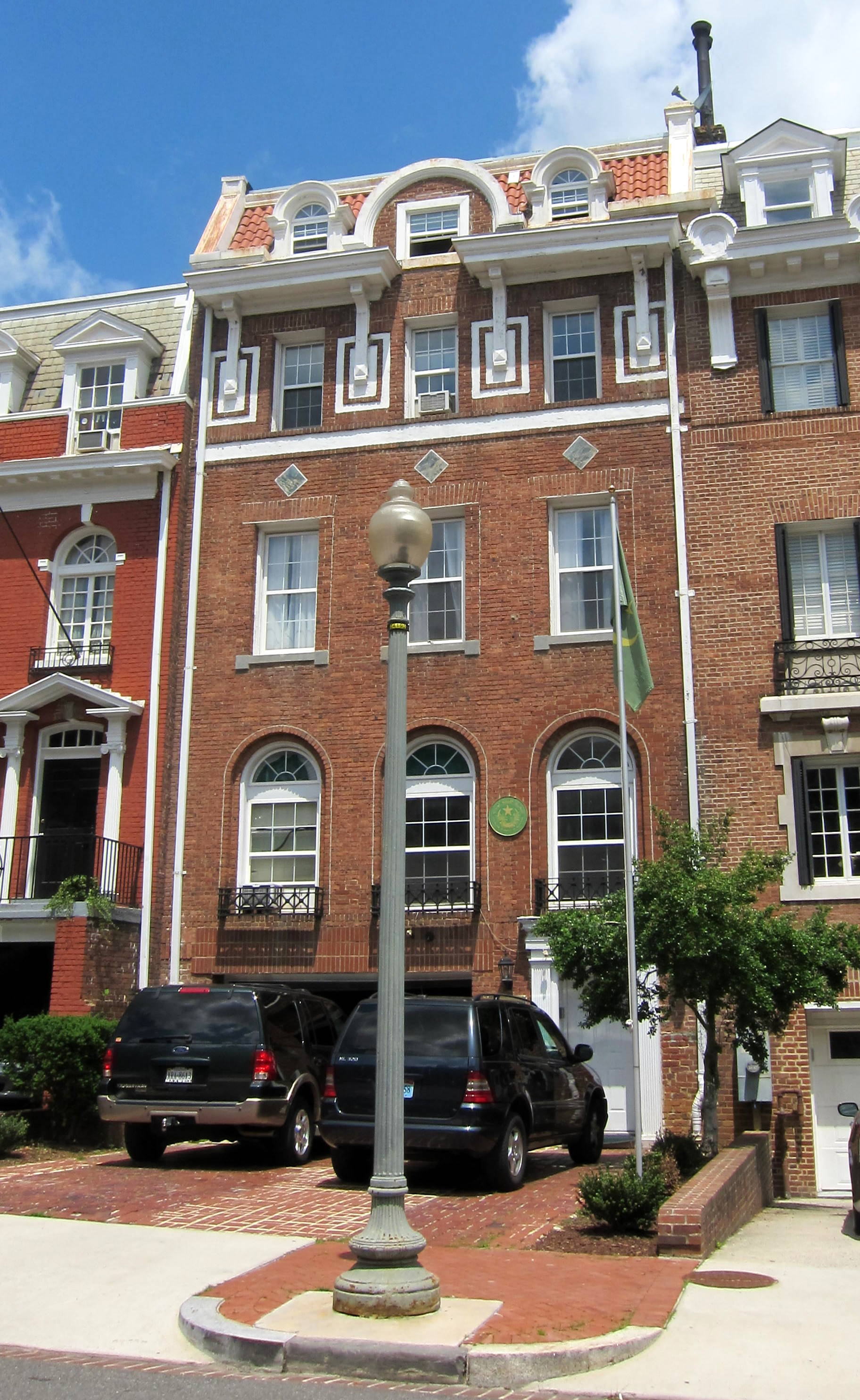
Посольство Мавритании в Вашингтоне

- Бельгия
  - Брюссель (посольство)
- Германия
  - Берлин (посольство)
- Испания
  - Мадрид (посольство)
- Италия
  - Рим (посольство)
- Россия
  - Москва (посольство)
- Франция
  - Париж (посольство)

## Азия
- Йемен
  - Сана (посольство)
- Катар
  - Доха (посольство)
- Китай
  - Пекин (посольство)
- Кувейт
  - Кувейт (посольство)
- ОАЭ
  - Абу-Даби (посольство)
- Саудовская Аравия
  - Эр-Рияд (посольство)
- Сирия
  - Дамаск (посольство)
- Япония
  - Токио (посольство)

## Америка
- Бразилия
  - Бразилиа (посольство)
- США
  - Вашингтон (посольство)

## Африка
- Алжир
  - Алжир (посольство)
- Египет
  - Каир (посольство)
- Кот-д’Ивуар
  - Абиджан (посольство)
- Ливия
  - Триполи (посольство)
- Мали
  - Бамако (посольство)
- Марокко
  - Рабат (посольство)
- Сенегал
  - Дакар (посольство)
- Тунис
  - Тунис (посольство)
- Эфиопия
  - Аддис-Абеба (посольство)
- ЮАР
  - Претория (посольство)

## Международные организации
- Брюссель (постоянное представительство при ЕС)
- Женева (постоянное представительство при ООН и других международных организациях)
- Каир (постоянное представительство при ЛАГ)
- Нью-Йорк (постоянное представительство при ООН)
- Париж (постоянное представительство при ЮНЕСКО)